# Rhineland
Rhineland és una població dels Estats Units a l'estat de Missouri. Segons el cens del 2000 tenia 176 habitants.

## Demografia
Segons el cens del 2000, Rhineland tenia 176 habitants, 66 habitatges, i 45 famílies. La densitat de població era de 199,9 habitants per km².
Dels 66 habitatges en un 39,4% hi vivien nens de menys de 18 anys, en un 56,1% hi vivien parelles casades, en un 12,1% dones solteres, i en un 31,8% no eren unitats familiars. En el 31,8% dels habitatges hi vivien persones soles el 24,2% de les quals corresponia a persones de 65 anys o més que vivien soles. El nombre mitjà de persones vivint en cada habitatge era de 2,67 i el nombre mitjà de persones que vivien en cada família era de 3,33.
Per edats la població es repartia de la següent manera: un 31,3% tenia menys de 18 anys, un 8,5% entre 18 i 24, un 30,1% entre 25 i 44, un 13,1% de 45 a 60 i un 17% 65 anys o més.
L'edat mediana era de 31 anys. Per cada 100 dones de 18 o més anys hi havia 86,2 homes.
La renda mediana per habitatge era de 37.000 $ i la renda mediana per família de 41.250 $. Els homes tenien una renda mediana de 28.750 $ mentre que les dones 18.750 $. La renda per capita de la població era de 16.989 $. Entorn del 6% de les famílies i el 8,8% de la població estaven per davall del llindar de pobresa.

## Poblacions més properes
El següent diagrama mostra les poblacions més properes.